# Свобода (Старозагорська область)
Свобода́ (болг. Свобода) — село в Старозагорській області Болгарії. Входить до складу общини Чирпан.

## Населення
За даними перепису населення 2011 року у селі проживала 1131 особа.
Національний склад населення села:
| Національність   | Кількість осіб | Відсоток |
| ---------------- | -------------- | -------- |
| цигани           | 688            | 61,3%    |
| болгари          | 422            | 37,6%    |
| турки            | 8              | 0,7%     |
| Всього відповіли | 1123           |          |

Розподіл населення за віком у 2011 році:
Динаміка населення: